# Marcel Le Bihan
Pour les articles homonymes, voir Le Bihan.
Ne doit pas être confondu avec Marcel Pierre Marie Le Bihan.
Marcel Le Bihan (1923-2009) est un résistant et maire honoraire de Pompey (Meurthe-et-Moselle).

## Biographie
Né le 18 octobre 1923 à Thionville, Marcel Kuperman est le benjamin d'une famille de cinq enfants. Il obtient son bac à 16 ans. Son père, militant syndical, est arrêté en Moselle dès l’invasion allemande. Libéré, il part se réfugier dans la Meuse avec sa famille. À l’exemple de son père, Marcel rejoint très tôt la Résistance, il change d’identité et devient « Marcel Le Bihan ». Après un bref séjour en région parisienne, menacé d’être arrêté pour avoir communiqué des renseignements sur la fabrication, par les Établissements Hoyer de Gennevilliers, de caissons destinés au Mur de l'Atlantique (informations transmises à Londres par les réseaux de Résistance du groupe « Marseillaise » - Commandant Bruna, Colonel Rol-Tanguy), il part pour le Tarn, où il rejoint le réseau A.S. « Libérer et Fédérer » dans la forêt de Grésigne. Il y fait le coup de feu avant de gagner l'Espagne et le Maroc avant l'Angleterre. Là, il s’engage dans la Royal Air Force. À l’issue de sa formation, il est affecté comme sous-officier navigant (mitrailleur de queue) sur Avro Lancaster. Son unité est affectée sur la base de Merthyr Tydfil dans le Pays de Galles, à Biggin Hill et ensuite à Ayr, au sud-ouest de l'Écosse. Il effectue 7 missions de bombardement sur la Belgique et l’Allemagne, avant d’être blessé à l’œil par des tirs de Flak. Soigné mais considéré comme inapte à reprendre du service comme personnel navigant, Marcel Le Bihan qui ne veut pas rester inactif au sol, change d’affectation. Nommé aspirant, il est parachuté dans le Tarn, pour encadrer les maquis locaux. Sous les ordres des colonels Vendôme et Mege, il exerce les fonctions de chef de centaine. Il intègre le 12e bataillon des fusiliers de l'air.

En 1946, il est instructeur à l'école d'intendance de l'air à Toulouse, après avoir été décoré de la médaille de la résistance en 1944.
Il est élu adjoint au maire de Pompey en 1959, puis maire en 1983. Il exerce trois mandats de maire. Promu[réf. nécessaire] officier de l'ordre national du Mérite en 1993, il l'est[réf. nécessaire] au grade d'officier de la Légion d'honneur en 2000. Il quitte la vie politique en 2001 et décède le 31 juillet 2009 à Nancy.